# Rodrigo Granda
Rodrigo Granda Escobar (Frontino, 9 de abril de 1949) también conocido por el alias de Ricardo Téllez, es un exguerrillero colombiano, miembro de las Fuerzas Armadas Revolucionarias de Colombia (FARC). Se ha desempeñado como portavoz internacional de la organización guerrillera. Actualmente enfrenta cargos criminales en Paraguay por su presunta participación desde un ángulo intelectual y logístico, en el secuestro y posterior asesinato de Cecilia Cubas, hija del expresidente Raúl Cubas.

## Biografía
Proviene de una familia numerosa cuyo abuelo era un reconocido latifundista y su padre, un maestro de escuela. Granda cursará estudios hasta segundo de bachillerato. Desde 1971 se traslada a Bogotá donde consiguió empleo en un banco. Después ingresó al Partido Comunista Colombiano, donde realizó trabajo político al sur de la ciudad. Él señalaría que:

"Al PCC le debo una gran parte de mi formación, que luego continúa y se profundiza en las Fuerzas Armadas Revolucionarias de Colombia - Ejército del Pueblo (FARC-EP)."

### Militancia en las FARC-EP
Estando en el PCC, fue nombrado directivo del movimiento Unión Patriótica. Téllez sería trasladado por el PCC a la Comisión Nacional (Conal), según sus palabras, “un organismo intermedio entre el PCC conocido, el Organismo Político (OP) y las FARC-EP para coordinar actividades de orden político-organizativo. De la Conal se desprendió lo que Jacobo (Arenas) llamó Partido de Nuevo Tipo que devino en el PCCC”. Se situaría en el “cuerpo de ayudantías” del Secretariado y en 1997 fue elegido miembro del Estado Mayor Central de las FARC-EP e integrante de la Comisión Internacional del movimiento guerrillero con sede en Costa Rica.

### Arrestado en Venezuela
El 13 de diciembre de 2004 fue capturado en Caracas, por agentes de la inteligencia colombiana con el apoyo policial venezolano extraoficial, y llevado clandestinamente a Cúcuta, donde las autoridades colombianas legalizaron su captura. Se encontraba en Caracas participando en una conferencia a nombre de las FARC-EP. Debido a estos hechos se dio la ruptura de las relaciones bilaterales entre Venezuela y Colombia.

### Libertad
En 2007, dos años y medio después, a petición del presidente de Francia Nicolás Sarkozy, en un intento por conseguir la liberación de algunos de los secuestrados de las FARC-EP, entre ellos la ciudadana colombo-francesa Íngrid Betancourt, Uribe ordenaría la liberación de Granda. Al conseguir su libertad volvió a su trabajo internacional y político con las FARC-EP,  el 8 de noviembre de 2007.
Fue parte de una reunión de emisarios de las FARC-EP, junto al comandante Iván Márquez, con el presidente Chávez, junto a la exsenadora Piedad Córdoba en un intento de lograr un intercambio de prisioneros. Luego del fracaso de las negociaciones surgieron tensiones diplomáticas entre los gobiernos de Álvaro Uribe y de Hugo Chávez y fue reportada la posibilidad de que Granda votase en el referendo constitucional de 2007 en Venezuela. El miembro del Consejo Nacional Electoral Vicente Díaz explicó que Granda en ese momento no podía ser eliminado del registro electoral, pero que no le es permitido votar debido a una objeción administrativa de 2005.

### Negociaciones en La Habana
Rodrigo Granda formó parte de la mesa de negociadores de las FARC-EP con el gobierno en La Habana, Cuba que culminaron en 2016 con los Acuerdos de paz entre el gobierno y las FARC-EP.

### Arresto en México
El 19 de octubre de 2021 es detenido Granda  a su llegada a Ciudad de México a un congreso de partidos de izquierda, por solicitud de Paraguay de "una circular roja  por secuestro, asociación criminal y homicidio doloso". Aseguran que las FARC-EP estuvieron involucrados en el secuestro de y asesinato de Cecilia Cubas Gusinky de 31 años que fue encontrada en una fosa en el 2005 luego de ser torturada, Cecilia era hija del expresidente Raúl Cubas Grau, las investigaciones lo relacionan como nexo entre Orley Jurado Palomino y Raúl Reyes durante la planificación del secuestro. En 2020 Granda estuvo involucrado en el caso de "los colados"  al negar haber entregado a la Jurisdicción Especial de Paz (JEP) a personas en las listas de la desaparecida guerrilla para adelantar los procesos judiciales pactados en los acuerdos de paz de 2016. Finalmente Granda fue solo retenido y regresó a Colombia e informado de no poder volver a ingresar a México.